# Conjectura de Poincaré
A conjectura de Poincaré afirma que qualquer variedade tridimensional fechada e com grupo fundamental trivial é homeomorfa a uma esfera tridimensional. Ou seja, a superfície tridimensional de uma esfera é o único espaço fechado de dimensão 3 onde todos os contornos ou caminhos podem ser encolhidos até chegarem a um simples ponto.
Esta conjectura surgiu na sequência de uma outra conjectura formulada por Henri Poincaré em 1900, que afirmava que qualquer variedade tridimensional fechada e com homologia trivial (denominada uma esfera de homologia) era homeomorfa a uma esfera. Na verdade esta conjectura foi refutada pelo próprio Poincaré em 1904, que forneceu o primeiro exemplo de uma esfera de homologia não homeomorfa a uma esfera.
Em 2003, o russo Grigori Perelman, anunciou uma solução positiva para o problema, recusando o prêmio Clay no valor de um milhão de dólares.

## Solução

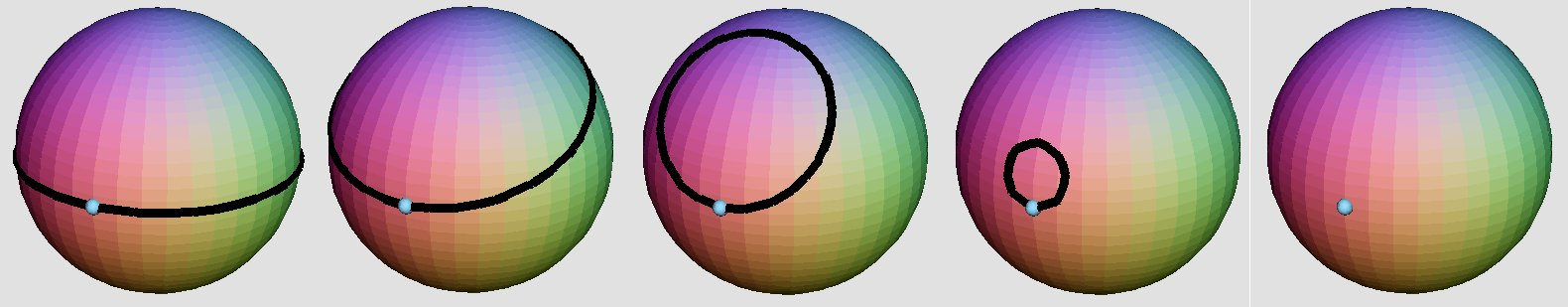
Na figura, o círculo de dimensão 2 pode ser compactado até se tornar um ponto. A conjectura de Poincaré afirma que isso também é verdade para uma esfera de dimensão 3.

Notícia publicada em 27 de agosto de 2006, na versão online do jornal britânico da BBC, atribui a resolução do problema da Conjectura de Poincaré ao matemático russo Grigori Perelman. O matemático recusou-se a receber a Medalha Fields. Diversos matemáticos do Massachusetts Institute of Technology (MIT) debruçam-se sobre o teorema criado por Perelman, na tentativa de verificar a precisão de seus cálculos. Tomasz Mrowka, do MIT, disse, recentemente: "Estamos desesperadamente tentando entender o que ele fez".
Em 2006, Zhu Xiping e Cao Huaidong, dois matemáticos chineses, publicaram os detalhes finais da prova da Conjectura de Poincaré. O trabalho foi publicado na edição de Junho do "Asian Journal of Mathematics".
Em 18 de março de 2010, o Clay Mathematics Institute anunciou que o Dr. Grigori Perelman era o vencedor de um dos sete Problemas do Prémio Millenium no valor de um milhão de dólares, pela sua solução da Conjectura de Poincaré. Ainda em Março de 2010, ele recusou o prêmio, embora tivesse ficado pensativo nos meses seguintes. Comentou a decisão de atribuir a solução somente a ele, em referência à contribuição importante de Richard Hamilton. No fim, a declaração final de Perelman seria: "discordâncias com a comunidade matemática". 